# Szenegál az 1996. évi nyári olimpiai játékokon
Szenegál az egyesült államokbeli Atlantában megrendezett 1996. évi nyári olimpiai játékok egyik részt vevő nemzete volt. Az országot az olimpián 3 sportágban 11 sportoló képviselte, akik érmet nem szereztek.

## Atlétika
Férfi
| Versenyző                                           | Versenyszám     | Előfutam | Előfutam | Előfutam | Negyeddöntő | Negyeddöntő | Negyeddöntő | Elődöntő | Elődöntő | Elődöntő | Döntő   | Döntő    |
| Versenyző                                           | Versenyszám     | Idő      | Hely.    | Össz.    | Idő         | Hely.       | Össz.       | Idő      | Hely.    | Össz.    | Idő     | Helyezés |
| --------------------------------------------------- | --------------- | -------- | -------- | -------- | ----------- | ----------- | ----------- | -------- | -------- | -------- | ------- | -------- |
| Oumar Loum                                          | 200 m           | 20,69    | 3.       | 22.***   | 21,31       | 7.          | 37.         | kiesett  | kiesett  | kiesett  | kiesett | kiesett  |
| Ibou Faye                                           | 400 m gát       | 48,84    | 1.       | 7.       |             |             |             | 48,84    | 7.       | 13.      | kiesett | kiesett  |
| Hamidou M'Baye                                      | 400 m gát       | 50,30    | 6.       | 38.      |             |             |             | kiesett  | kiesett  | kiesett  | kiesett | kiesett  |
| Tapha Diarra Aboubakry Dia Hachim N'Diaye Ibou Faye | 4 × 400 m váltó | 3:02,61  | 2.       | 6.       |             |             |             | 3:01,72  | 2.       | 3.       | 3:00,64 | 4.       |

| Versenyző    | Versenyszám | Selejtező | Selejtező | Döntő    | Döntő    |
| Versenyző    | Versenyszám | Eredmény  | Helyezés  | Eredmény | Helyezés |
| ------------ | ----------- | --------- | --------- | -------- | -------- |
| Cheikh Touré | Távolugrás  | 791 cm    | 16.**     | kiesett  | kiesett  |

** - két másik versenyzővel azonos eredményt ért el

*** - három másik versenyzővel azonos eredményt ért el

## Birkózás
Szabadfogású
| Versenyző      | Versenyszám | 32-es főtábla                     | Nyolcaddöntő      | Negyeddöntő       | Elődöntő          | Vigaszág 2. kör                   | Vigaszág 3. kör   | Vigaszág 4. kör   | Vigaszág 5. kör   | Vigaszág 6. kör   | Bronz- mérkőzés   | Döntő             | Helyezés |
| Versenyző      | Versenyszám | Ellenfél Eredmény                 | Ellenfél Eredmény | Ellenfél Eredmény | Ellenfél Eredmény | Ellenfél Eredmény                 | Ellenfél Eredmény | Ellenfél Eredmény | Ellenfél Eredmény | Ellenfél Eredmény | Ellenfél Eredmény | Ellenfél Eredmény | Helyezés |
| -------------- | ----------- | --------------------------------- | ----------------- | ----------------- | ----------------- | --------------------------------- | ----------------- | ----------------- | ----------------- | ----------------- | ----------------- | ----------------- | -------- |
| Félix Diédhiou | 68 kg       | Küllo Kõiv (EST) · 0–12           |                   |                   |                   | Fórizs János (HUN) · 1–13         | kiesett           | kiesett           | kiesett           | kiesett           | kiesett           |                   | 17.      |
| Alioune Diouf  | 82 kg       | Hadzsimurat Magomedov (RUS) · 0–3 |                   |                   |                   | Avtandil Gogolishvili (GEO) · 2–6 | kiesett           | kiesett           | kiesett           | kiesett           | kiesett           |                   | 21.      |

## Cselgáncs
Férfi
| Versenyző         | Versenyszám | Selejtező         | 32-es főtábla              | Nyolcaddöntő      | Negyeddöntő       | Elődöntő          | Vigaszág első kör | Vigaszág negyeddöntő | Vigaszág elődöntő | Bronz- mérkőzés   | Döntő             | Helyezés |     |
| Versenyző         | Versenyszám | Ellenfél Eredmény | Ellenfél Eredmény          | Ellenfél Eredmény | Ellenfél Eredmény | Ellenfél Eredmény | Ellenfél Eredmény | Ellenfél Eredmény    | Ellenfél Eredmény | Ellenfél Eredmény | Ellenfél Eredmény | Helyezés |     |
| ----------------- | ----------- | ----------------- | -------------------------- | ----------------- | ----------------- | ----------------- | ----------------- | -------------------- | ----------------- | ----------------- | ----------------- | -------- | --- |
| Abdoul Karim Seck | Harmatsúly  | erőnyerő          | Julian Davies (GBR) · V    | kiesett           | kiesett           | kiesett           | kiesett           |                      |                   |                   |                   |          | 21. |
| Khalifa Diouf     | Nehézsúly   | erőnyerő          | Vagyim Szergejev (KGZ) · V | kiesett           | kiesett           | kiesett           | kiesett           |                      |                   |                   |                   |          | 21. |